# 王養廉
王養廉（1582年—？），字維張，號雲鴻，河南潁川衛人，旗籍，明朝政治人物。

## 生平
萬曆二十五年（1597年）丁酉科河南鄉試舉人，天啟二年（1622年）壬戌科三甲第十一名進士。兵部觀政，授行人司行人。賦詩自娛，不問世事，著有《陽春館詩集》藏於家。